# Улица Байрона (Ереван)
Улица Байрона (арм. Բայրոնի փողոց) — короткая (300 м) улица в Ереване, в центральном районе Кентрон. Заворачивая под прямым углом, проходит от улицы Московян до улицы Марка Григоряна.

## История
Современное название в честь английского поэта-романтика лорда Байрона (1788—1824). В апреле 1816 года Байрон посетил остров Св. Лазаря (Венеция) для ознакомления с армянской культурой и изучения армянского языка. Бюст Байрона был открыт на фасаде д. 1 по улице 23 января 2015 года.

## Достопримечательности
д. 12 — Gala Art Gallery

## Известные жители

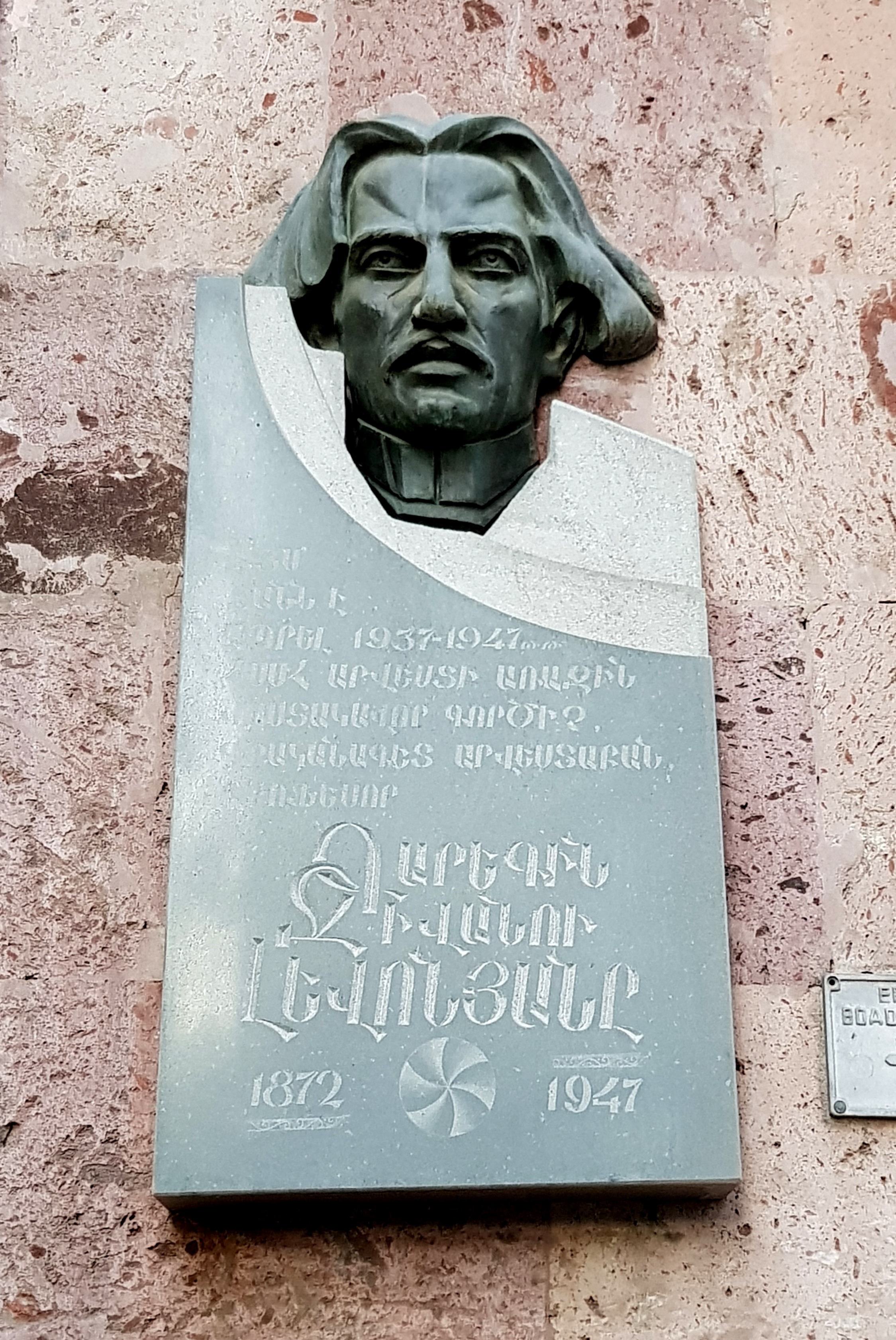
Мемориальная доска Гарегину Лоняну

д. 12 — Гарегин Левонян (1872—1947), армянский советский литературовед и искусствовед, первым удостоен звания Заслуженный деятель искусств Армянской ССР (1932)